# Serruria decipiens
Serruria decipiens är en tvåhjärtbladig växtart som beskrevs av Robert Brown. Serruria decipiens ingår i släktet Serruria och familjen Proteaceae. Inga underarter finns listade i Catalogue of Life.